# 민경배

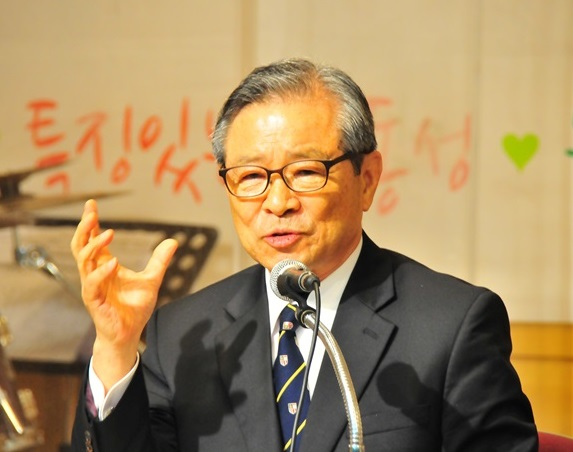
연세대학교 민경배 박사

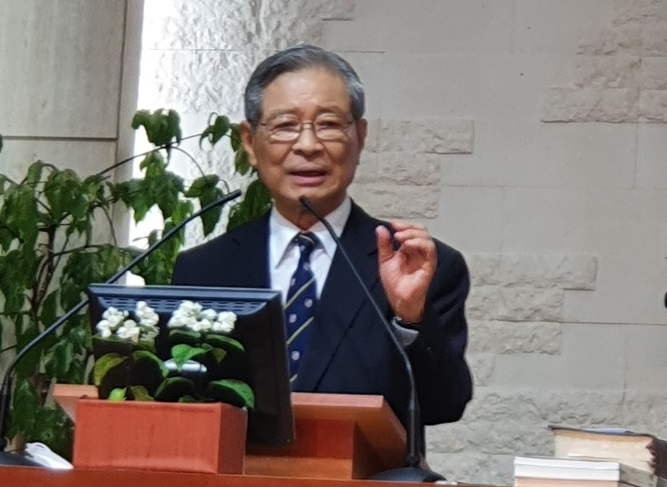
민경배 박사의 강연

민경배(閔庚培, 1934년 6월 22일~)는 대한민국의 신학자이자 민족교회사관의 태두이다. 연세대학교 신과대학에서 교회사 교수를 42년 동안 역임하였고 1999년 은퇴하고 현재 명예교수이다. 서울장신대학교 총장을역임하였다. 한국기독교회사를 한국민족교회사 관점에서 접근하는 역사연구방법을 세워서 많은 후학들에게 영향력있는 신학자로 평가받으며 그의 학문과 삶에서 존경받는 역사학자이다. 제 6회 한국기독교학술상 수상자 그리고 연세대 용재상의 수상자이다. 한국신학계를 대표하는 학자의 한 사람으로 그의 호는 솔내이다.

## 생애
민경배 박사는 한국인 최초의 예일 대학교 박사학위자인 백낙준 박사와 숭실대학교의 김양선박사, 김영재 박사와 이만열 박사와 더불어 한국에서 가장 영향력있는 교회사학자로 평가받고 있다. 학문적으로 한국교회역사의 시작을 알려서 아버지와 같은 역할을 한 연세대학교의 백낙준 총장, 그리고 한국교회의 역사속에서 만들어진 수많은 자료와 유물들을 모으면서 온 가족이 희생을 당하면서 어머니와 같은 역할을 통하여 숭실대학교  한국기독교박물관을 설립한 김양선 박사, 마지막으로 두 신학자들의 학문과 역사속에 한국민족교회사를 태동시킨 민경배 박사가 삼위일체적으로 조화로운 사역과 유산으로 한국교회의 연구와 발전을 풍부하게 만들었다.
민경배 박사는 1934년 6월 22일 황해도 장연군 장연읍 읍내리에서 태어났다. 한국 최초의 교회사학자인 용재 백낙준박사가 밝힌 것처럼 그가 태어난 곳은 한국 최초의 교회인 솔내교회가 설립된 '한국 프로테스탄트의 요람'이었다. 이러한 인연으로 인해 나중에 '솔내'는 그의 아호가 됐다.
민경배 박사는 황해도 장연에서 1934년 출생하였고 조국의 해방과 함께 중학교 시절 아버지를 따라 목숨을 걸고 월남했다 그는 1952년 서울 중앙고등학교를 졸업한 그 해부터 그의 인생의 대부분을 보낸 연세대학교와 인연을 맺게 된다. 그러나 곧이어 벌어진 한국전쟁에 해군 제20기로 입대해 종군했지만 죽음의 기로에 설만한 파편이 척추를 비껴가 3곳에 박히는 큰 부상을 입어 결국 명예제대를 할 수밖에 없었다. 이러한 경험은 그의 신학과 역사학을 연구하는데 있어서 실존적인 출발선이 됐다고 알려진다.1956년 연희대학교 신과대학을 7기로 졸업한 민경배박사는 신과대학 조교로 있으면서 계속 대학원에서 공부했고 대학원 졸업과 함께 1958년 3월부터 연세대학교 부산분교 전임강사로 임용돼 교육자의 길을 걷기 시작했다.
학문적 열정을 가지고 그는 영국 에버딘대학교 신학원에서 수학한 그는 1960년 5월 졸업시， 'First Class Honour' 'Margaret Christie Prize'의 영예를 안기도 했다. 이어 1962년 5월에는 에버딘대학교 대학원을 졸업했으며 귀국 후， 장로회신학대학 신학대학원 과정을 마치고 1967년 11월 서울노회에서 목사안수를 받았다. 1952년 신학생으로 연세대학교와 첫 인연을 맺었던 그는 조교를 시작으로 전임강사 조교수 부교수 교수 등을 거쳐 1999년 명예교수로 일선에 물러날 때까지 47년간 한 곳에서 연구활동을 펼치며 후학을 가르쳤다. 2001년 백석대학교 석좌교수를 거쳐 2002년 3월부터는 서울장신대학교 총장으로 부임해 대학 행정가로서의 역할을 감당하였다. 1987년에는 교육활동에 종사하는 학자들 중에서 최고의 영예를 인정받는 ' International Who's Who in Education， Cambridge'에 등재되는 영광을 안았다. 또한 연세대학교 학술상과 대한기독교서회 창립백주년기념 최우수 저작상， 서울 YMCA 창립 90주년 공로상， 제2회 대한민국 국민상， 국무총리 표창， 연세대학교 우수업적교수 표창 등을 수상하기도 했다. 특별히 그가 남긴 업적은 한국교회사학의 학문적 업적이다. 흔히 그의 교회사관을 '민족교회사관'이라고 부른다. 백낙준박사가 한국교회의 고백과 증언을 고려하지 못한 '선교사관'에 서 있다면 그의 교회사관은 한국교회사의 주체를 한국교회로 보는 것에서 출발하는 '민족교회사관'에서 한국교회의 역사를 접근한다는 점에 큰 공헌으로 학자들은 평가를 한다.

## 연구 방법
세계적인 교회사가이며 지도교수인 라토렛 박사의 선교적 역사관을 자신의 한국개신교가 연구 방법론으로 수용한 백낙준 박사의 선교사 관점이나, 국사편찬위원장을 역임한 이만열 박사가 사건 그 자체의 기록 또는 연결을 강조하는
'실증주의사관'과는 달리 그는 '민족교회사관'이라는 학맥을 형성하였다.

## 『한국의 기독교회사』
민경배 박사의 대표적인 명저『한국의 기독교회사』는 기존의 한국교회사 연구방법론의 일대 전환적 저서로 평가받는다. 이 작품은 통사로서의 한국교회의 역사를 저술한 것이다. 교회사가인 이상규 박사는 "이 책은 한국교회사에 대한 보다 완전한 최초의 통사였다. 1968년 판은 전 3편 16장으로 구성되어 있었으나 이를 기본골격으로 재구성하고 증보하여 전3편 21장, 442쪽의 통사로 발전시켰다. 비록 기본 구조는 1968년 판과 유사하지만 내용이나 구성에 있어서 완전히 새로운 저술이었고, 한국교회 역사에 대한 학문적 체계를 갖춘 교과서로써 손색이 없었다. 무엇보다도 ‘한국 민족교회 형성과정사’라는 야심찬 제안은 상당한 주목을 받았고, 이 책이 교회사학자로써의 민경배 교수의 학문적 위상을 확고히 정립하는 계기가 되었다."고 서술하고 있다. 그의 연구 "민경배 박사의 한국교회사 연구"를 통하여 밝혀진 3가지는 다음과 같다.
첫째, 이 책은 1968년 이후 1993 결정판(신개정판), 그리고 2007년 순 한글판이 출판되기까지 25년 혹은 40여년 간 구조상의 일관성을 유지해 왔다는 점이다. 비록 내용은 수정되거나 증보 확장되었지만 1968년 판의 골격을 그대로 유지하고 있고, 내용에 있어서도 일부의 수정은 있으나 증보와 첨가로 40여년이 지나는 동안 약 700쪽에 달하는 대작으로 변모되었다. 내용은 물론이지만 다수의 장(章)과 절(節)의 제목이 그대로 유지되고 있다.  저자의 한국교회사 인식은 이미 1960년대 말에 확정되었고, 34세의 나이에 수학(修學)의 꽃을 피워 그 유심(幽深)한 성취가 40년을 지탱해 왔다. 오랜 연수(練修)의 과정을 거처 오늘에 이른 것이 아니라 이미 30대에 정립한 학리(學理)가 오늘까지 유지되고 있다.
둘째, 그는 1972년 판 『한국기독교회사』부터 “한국 민족교회 형성 과정사”라는 부제를 붙이고 있다는 점이다. 이 점은 저자가 한국교회를 ‘한국민족교회’로 파악하고 있고, 한국교회사를 ‘민족교회 형성사’로 인식하고 있다는 점을 보여준다. 이 점은 한국교회의 종래의 선교사들의 주도로 파악했던 ‘선교의 역사’(宣敎史) 혹은 선교확장사로 보지 않고 한국교회를 한국민족의 현실에서 읽는 새로운 사안(史眼)을 제시하고 있다는 점이다. 이런 그의 역사 인식에 대해서는 차항에서 검토하고자 한다. 그러나 분명한 사실은 민경배 교수는, 한국교회를 ‘민족교회’로, 한국교회 역사를 ‘한국민족교회 형성사’로 인식하고 있다는 점을 명시적으로 공표하고 있다는 점이다. 이런 자기 인식이 한국기독교회사에 이어 출간한 『한국민족교회형성사론』(연세대학교 출판부, 1974), 『교회와 민족』(대한기독교출판사, 1981), 『일제하의 한국기독교 민족.신앙운동사』(대한기독교서회, 1991) 등과 같은 논저에서도 동일하게 나타나고 있다. 이런 점에서 그를 ‘민족에 취한 역사가’(Minjok-intoxicated historian)라고 불렀다.
셋째, 그의 역사 서술에서 독특한 레토릭, 곧 예술적 기술(記述)이다. 그의 역사 기술에는 서양적 학리이론과 동양적 재예(才藝)가 조립되어 있다. 이 점은 민경배 교수의 수사학적 묘미라고 할 수 있고 동시에 그의 책의 가독성을 높여준다. 그의 기술적 능력(descriptive ability)는 다른 역사가와의 분명한 차이점이라고 생각한다. 한문 혹은 한자어에 대한 그의 수사학적 표현은 감성의 여백을 자극하는 심미적 힘이 있고, 한문을 공부한 필자의 세대에게는 상당한 호소력이 있다.

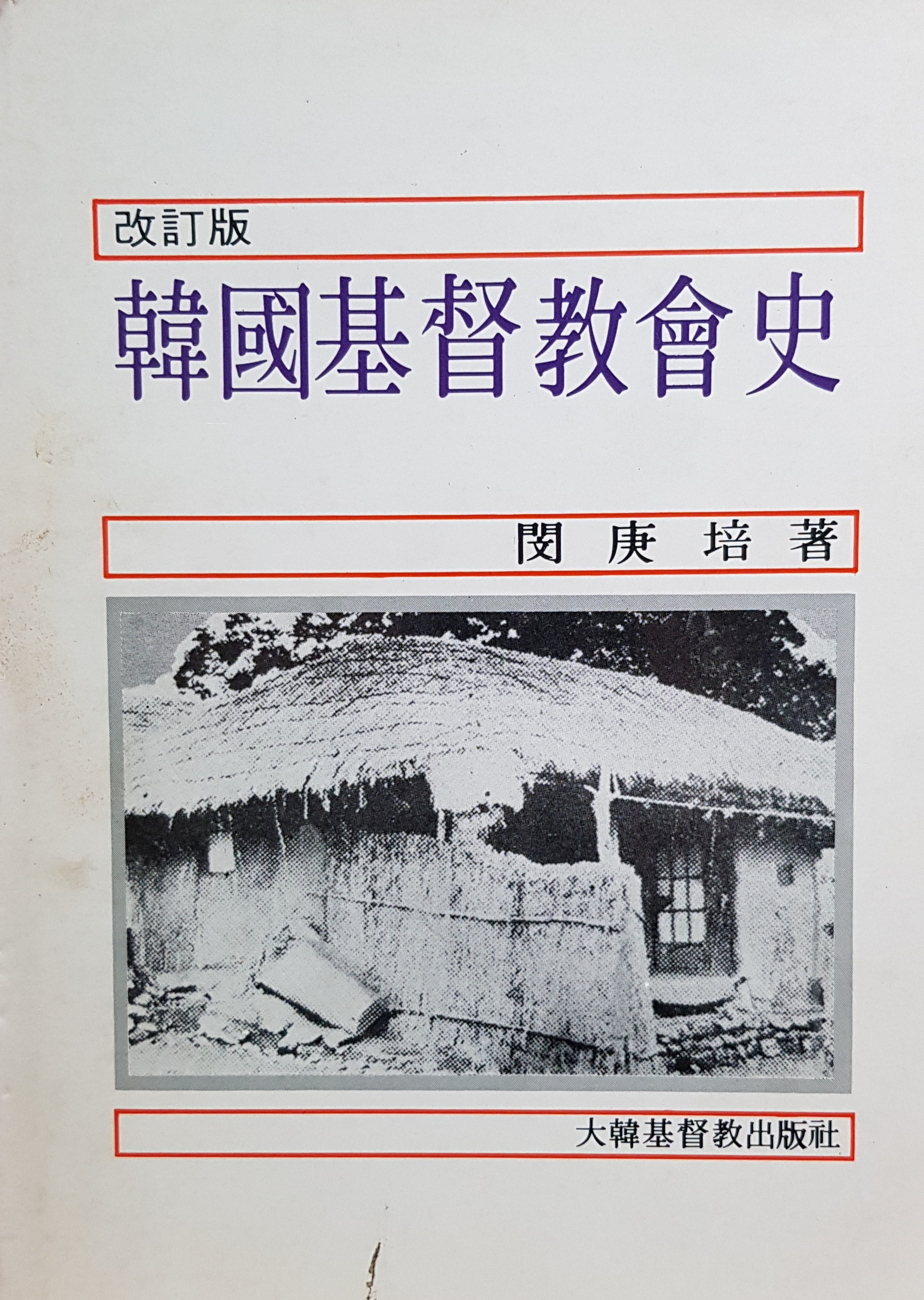
한국민족교회사관을 최초로 소개한 민경배 박사의 저서 한국기독교회사

## 평가
역사학자 이상규 박사의 연구에 따르면 민경배 박사는 한국교회사학을 개척하고 발전시킨 선구자이자 독창적인 역사관을 제시한 학자였다고 평가한다. 그의 연구를 통해 하기오그래피(hagiography)에 그쳤던 한국교회사 연구를 한 단계 발전시켰고, 객관적이고 실증적인 연구의 기초를 제공했다고 한다. 그의 『한국기독교회사』는 한국 최초의 통사로써 한국교회사의 교과서로 인정을 받았고, 그의 다양한 연구서들은 후학들을 위한 표준적인 안내서가 되었다. 뿐만 아니라 개혁교회 전통을 잇는 교회관, 한국교회에 대한 민족교회사적 인식, 역사 이해에 있어서의 내연과 외연의 현상학은 그의 독창적인 역사관이었다. 이 점이 그의 연구를 독창적이고 독보적이게 만들어 주었다.

## 학력
- 중앙고등학교
- 연세대 신과대학 연세대 신과대학원
- 영국 애버딘대 대학원 신학석사
- 장로회신학대학교
- 영국 런던대학교
- 일본 동지사대(日本 京都 同志社大學) 대학원 신학박사

## 경력
- 연세대 교목실장
- 연세대 신학대학원장
- 서울장신대학교 총장
- 신촌교회 협동목사
- 서울 YMCA 부이사장
- 한국교회사학연구원 명예원장
- 연세대 신학대 명예교수
- 백석대 석좌교수
- 동북아시아기독교사학협의회 상임의장
- 한국교회개혁실천위원회 명예위원장
- 한국기독교성령1백주년 기념사업회 명예편찬위원장
- 세계성신클럽교육자 부분 수상

## 수상
- 국민훈장 목련장.
- 용재학술상
- 제 6회 한국기독교학술상 수상, 2009년
- 대한기독교서회 창립백주년기념 최우수 저작상
- 서울 YMCA 창립 90주년 공로상
- 제2회 대한민국 국민상
- 국무총리 표창
- 연세대학교 우수업적교수 표창

## 저서
1. 민경배, "한국기독교회사: 한국 민족교회 형성 과정사" 연세대학교 출판부 2007
2. 민경배, "일제하의 한국기독교 민족·신앙운동사" 대한기독교서회 1991
3. 민경배, "역사와 신앙: 역사의 기독교적 해석" 연세대학교출판부 1998
4. 『한국기독교회사』
5. 『한국민족교회형성사론』
6. 『한국크리스챤 아카데미10년사』
7. 『새문안교회80년사』
8. 『경동교회사』
9. 『연합신학대학원25년사』
10. 『대한예수교장로회백년사』
11. 『순교자 주기철목사』
12. 『한국기독교사회운동사』
13. 『알렌의 선교와 근대한미외교』
14. 『역사와 신앙』
15. 『일제하 한국기독교민족?신앙운동사』
16. 『서울YMCA운동100년사』
17. 『한국교회찬송가사』
18. 『월드비전 한국50년운동사』
19. 『정인과와 그 시대』
20. 『한국현대사론』(공)
21. 『대한민국사』(공)
22. 『韓國キリスト敎會史』
23. 『アジア キリスト敎史』(共)
24. 『神の榮光のみ』,
25. A History of Christian Churches in Korea, A Centennial History of the Seoul YMCA
26. A History of Christian Churches in Korea
27. A Centennial History of the Seoul YMCA
28. 글로벌시대와 한국, 한국교회
29. 한국 최초의 개신교 순교자 로버트 J. 토마스

## 역서
1. 『존 녹스의 생애와 사상』(J. S McEwen),
2. 『에큐메닉스』(J. A. Mackay),
3. 『세속도시』(H. Cox /공역),
4. 『목회신원론』(S. Hiltner),
5. 『세계의 종교들』(H. Smith/공역),
6. 『세계기독교회사』(W. Walker/공역)

## 같이 보기
- 한국의 신학자 목록
- 연세대학교
- 백낙준
- 김양선

## 참고문헌
- 이상규, 민경배 박사의 한국교회사 연구, 교회사학, 12권 1호 (2007): 5-34.